# Buturovići kod Drozgometve
Buturovići kod Drozgometve su naselje u općini Hadžići, Federacija BiH, BiH.

## Stanovništvo
Nacionalni sastav stanovništva 1991. godine, bio je sljedeći:
ukupno: 108 
- Bošnjaci - 103 (95,37%)
- Jugoslaveni - 5 (4,63%)